# Stewartiella baluchistanica
Stewartiella baluchistanica är en flockblommig växtart som beskrevs av Nasir. Stewartiella baluchistanica ingår i släktet Stewartiella och familjen flockblommiga växter. Inga underarter finns listade i Catalogue of Life.